# Inchree
Inchree (Schots-Gaelisch: Innis an Ruighe) is een dorp in de buurt van Onich in de Schotse lieutenancy Inverness in het raadsgebied Highland.